# Öppet vatten-simning vid världsmästerskapen i simsport 2023 – Herrarnas 5 km
Herrarnas 5 km i öppet vatten-simning vid världsmästerskapen i simsport 2023 avgjordes den 18 juli 2023 vid Seaside Momochi Beach Park i Fukuoka i Japan.
Tyske Florian Wellbrock tog guld, italienske Gregorio Paltrinieri tog silver och Paltrinieris landsman Domenico Acerenza tog brons.

## Resultat
Tävlingen startade klockan 10:00.
| Placering | Simmare               | Nationalitet   | Tid                 |
| --------- | --------------------- | -------------- | ------------------- |
| 1         | Florian Wellbrock     | Tyskland       | 53.58,0             |
| 2         | Gregorio Paltrinieri  | Italien        | 54.02,5             |
| 3         | Domenico Acerenza     | Italien        | 54.04,2             |
| 4         | Oliver Klemet         | Tyskland       | 54.57,2             |
| 5         | Dávid Betlehem        | Ungern         | 54.58,6             |
| 6         | Athanasios Kynigakis  | Grekland       | 54.58,6             |
| 7         | Kristóf Rasovszky     | Ungern         | 55.23,9             |
| 8         | Kyle Lee              | Australien     | 55.32,7             |
| 9         | Logan Fontaine        | Frankrike      | 55.33,0             |
| 10        | Sacha Velly           | Frankrike      | 55.33,1             |
| 11        | Mychajlo Romantjuk    | Ukraina        | 55.37,0             |
| 12        | Carlos Garach         | Spanien        | 56.14,7             |
| 13        | Jack Wilson           | Australien     | 56.24,0             |
| 14        | Logan Vanhuys         | Belgien        | 56.43,2             |
| 15        | Hector Pardoe         | Storbritannien | 56.46,5             |
| 16        | Paulo Strehlke        | Mexiko         | 56.46,6             |
| 17        | Dylan Gravley         | USA            | 56.48,5             |
| 18        | Christian Schreiber   | Schweiz        | 56.48,9             |
| 19        | Esteban Enderica      | Ecuador        | 56.49,5             |
| 20        | Martin Straka         | Tjeckien       | 56.49,5             |
| 21        | Jan Hercog            | Österrike      | 56.52,0             |
| 22        | Ondřej Zach           | Tjeckien       | 56.52,2             |
| 23        | Connor Buck           | Sydafrika      | 56.52,4             |
| 24        | David Farinango       | Ecuador        | 56.52,8             |
| 25        | Tamás Farkas          | Serbien        | 56.53,5             |
| 26        | Eric Hedlin           | Kanada         | 56.54,0             |
| 27        | Johndry Segovia       | Venezuela      | 56.57,4             |
| 28        | Brennan Gravley       | USA            | 57.20,0             |
| 29        | Benjamin Cote         | Kanada         | 57.24,1             |
| 30        | Asterios Daldogiannis | Grekland       | 57.46,6             |
| 31        | Thiago Ruffini        | Brasilien      | 57.47,3             |
| 32        | Bruce Almeida         | Brasilien      | 57.48,2             |
| 33        | Guillem Pujol         | Spanien        | 57.48,4             |
| 34        | Park Jae-hun          | Sydkorea       | 57.49,5             |
| 35        | Diogo Cardoso         | Portugal       | 57.49,7             |
| 36        | Cho Cheng-chi         | Taiwan         | 57.51,6             |
| 37        | Kaito Tsujimori       | Japan          | 58.17,2             |
| 38        | Lev Cherepanov        | Kazakstan      | 58.21,0             |
| 39        | Lan Tianchen          | Kina           | 58.44,7             |
| 40        | Riku Ezawa            | Japan          | 59.40,6             |
| 41        | Tomáš Peciar          | Slovakien      | 59.41,7             |
| 42        | Diego Vera            | Venezuela      | 59.41,9             |
| 43        | Christian Bayo        | Puerto Rico    | 59.44,4             |
| 44        | Serhij Frolov         | Ukraina        | 59.59,5             |
| 45        | Adrián Ywanaga        | Peru           | 1:00.08,1           |
| 46        | Ziv Cohen             | Israel         | 1:00.10,6           |
| 47        | Théo Druenne          | Monaco         | 1:00.14,6           |
| 48        | Meng Rui              | Kina           | 1:00.58,8           |
| 49        | Jamarr Bruno          | Puerto Rico    | 1:01.01,9           |
| 50        | Grgo Mujan            | Kroatien       | 1:01.09,6           |
| 51        | Maximiliano Paccot    | Uruguay        | 1:01.09,7           |
| 52        | Santiago Gutiérrez    | Mexiko         | 1:01.21,9           |
| 53        | Jeison Rojas          | Costa Rica     | 1:01.28,3           |
| 54        | William Yan Thorley   | Hongkong       | 1:01.28,4           |
| 55        | Keith Sin             | Hongkong       | 1:01.28,8           |
| 56        | Galymzhan Balabek     | Kazakstan      | 1:01.29,3           |
| 57        | Damien Payet          | Seychellerna   | 1:01.56,4           |
| 58        | Sung Jun-ho           | Sydkorea       | 1:02.17,0           |
| 59        | Santiago Reyes        | Guatemala      | 1:05.42,9           |
| 60        | Prashans Hiremagalur  | Indien         | 1:05.43,7           |
| 61        | Nikita Kornilov       | Uzbekistan     | 1:06.22,4           |
| 62        | Fernando Ponce        | Guatemala      | 1:06.23,0           |
| 63        | Army Pal              | Indien         | 1:08.42,5           |
| 64        | Ousseynou Diop        | Senegal        | Utanför tidsgränsen |
| 64        | Yano Elias            | Angola         | Utanför tidsgränsen |
| 64        | Hayyan Kisitu         | Uganda         | Utanför tidsgränsen |
| 64        | Alejandro Plaza       | Bolivia        | Utanför tidsgränsen |
| 68        | Matthew Caldwell      | Sydafrika      | 0DNF0               |
| 68        | Adnan Kabuye          | Uganda         | 0DNF0               |
| 68        | Tiago Campos          | Portugal       | 0DNF0               |
| 68        | Vyacheslav Shkretov   | Uzbekistan     | 0DNF0               |
| 72        | Alex Fortes           | Angola         | 0DNS0               |